# Football Club de Kani-Bé
Maillots
Le Football Club de Kani-Bé, plus couramment abrégé en FC Kani-Bé, est un club français de football fondé en 1988 et basé à Kani-Bé, village de la commune de Kani-Kéli.
Le club joue ses matchs à domicile au Complexe sportif de Kani-Kéli.

## Palmarès
| Compétitions nationales |
| --- |
| - Championnat de Mayotte (2) : - Champion : 2002 et 2003. - Coupe de Mayotte (1) : - Vainqueur : 2000. - Finaliste : 1998. |

## Présidents du club
- Mouhamadi Mchindra